# Traian Ungureanu
Traian Ungureanu (Bucarest, 1º marzo 1958) è un giornalista e politico rumeno, membro del Partito Nazionale Liberale.

## Biografia

### Formazione e attività professionale
Nato a Bucarest e di professione giornalista, si è laureato presso la Facoltà di Filologia, Sezione Rumeno-Inglese dell'Università di Bucarest. Dal 1990 al 2003 è stato impiegato alla BBC Radio. Ha pubblicato su numerosi giornali nazionali, tra cui "Evenimentul Zilei", "Cotidianul", "Opinion Studentaasca", "Contrafort" e altri. Gestisce il proprio blog su internet.

### Attività politica: eurodeputato
Nelle elezioni del 2009, in qualità di candidato indipendente dalla lista del Partito Democratico Liberale, ha ottenuto il mandato del deputato al Parlamento europeo. È entrato a far parte del Gruppo del Partito Popolare Europeo ed è diventato membro della commissione per l'occupazione e gli affari sociali. Nel 2014 è stato eletto per la prossima legislatura del Parlamento europeo. Insieme al suo gruppo si è unito al Partito Liberale Nazionale.